# Roelof Frankot
Roelof Frankot (Meppel, 25 de outubro de 1911 – Raalte, 1 de dezembro de 1984) foi um pintor neerlandês. Foi fotógrafo até 1930, quando começou a pintar. Em sua obra, teve uma relação forte com o movimento COBRA, e suas artes finais são similares a esse movimento, geralmente pinturas muito abstratas e espontâneas em cores fortes, utilizando, na maioia das vezes, pintura a óleo. As publicações de suas pinturas foram acompanhadas ocasionalmente de poemas pequenos escritos por ele mesmo. Frankot foi considerado um inovador da arte neerlandesa. Ele morreu de câncer aos 73 anos de idade em 1984.
Durante sua carreira, Frankot fêz um grande número de exposições na Europa, nos Estados Unidos e na América Latina.

## Exposição da Obra
A obra de Frankot encontra-se exposta nos seguintes museus:
- Stedelijk Museum, Amsterdã, Países Baixos
- Amsterdam Municipal Museum, Amsterdã, Países Baixos
- Haag Britto Collection, Brasília
- Dansk Arkitekt- & Ingeniørkontor, Silkeborg, Dinamarca
- Niepoort & Co., Arhus, Dinamarca
- Århus Universitet, Arhus, Dinamarca
- Drents Museum, Assen, Países Baixos
- Haags Gemeentemuseum, Países Baixos